# Oen (manga)
Oen. Racconti scelti dall'autore Ryoichi Ikegami ( 池上遼一自選集 「OEN」?, Ikegami Ryōichi jisen shū Oen) è una raccolta di storie autoconclusive a fumetti del mangaka giapponese Ryoichi Ikegami, pubblicate originariamente su riviste e selezionate personalmente dall'autore. Consiste di un volume unico pubblicato in Giappone dalla casa editrice Shogakukan nel 2010 e in Italia dalla Star Comics nel 2023.
Le storie, realizzate tra il 1966 e il 1972, sono presentate sostanzialmente in ordine cronologico inverso. Un volume con la stessa veste grafica intitolato Yuko raccoglie storie realizzate tra il 1991 e il 1999.

## Racconti contenuti

### Gli amori di Oen
Pubblicato in sette capitoli sui numeri di Garo dal febbraio all'agosto 1972.
Trama
Nel XVII secolo, Oen è una giovane che, dopo essere stata violentata da due ronin, viene abbandonata dal suo innamorato di buona famiglia, Sushichi. Dal paese natio si trasferisce a Edo, dove si mette a lavorare in una sala da tè. Qui conosce Yumesuke, un carpentiere che poi sposa e da cui ha la figlia Sakura. Scoppia il grande incendio del 1657 e Yumesuke non può tornare a casa perché è precettato per i soccorsi. Oen va in giro a cercarlo con Sakura e si ritrova circondata dalle fiamme, ma viene salvata dall'intervento del samurai Gennosuke, che s'innamora di lei. Questi, resosi conto che Oen non intende lasciare il marito, lo uccide; poi, quando la donna si è ormai resa conto che Yumesuke non sarebbe più tornato, le chiede come prova d'amore di uccidere la figlioletta. Oen sale su un ponte per gettare la bambina nel fiume, ma all'ultimo le manca il coraggio. Rivede poi i suoi stupratori e corre via spaventata; questi, che se ne vantano nella sala da tè dove lavorava Oen, hanno la sventura d'imbattersi in Gennosuke, che mutila uno e ferisce l'altro. Avendo così saputo che Gennosuke è venuto a conoscenza di tutta la sua storia, Oen accondiscende alla richiesta del samurai e getta Sakura dal ponte. Subito dopo, la vecchia alla quale era solita affidare la bambina in sua assenza le racconta che a uccidere Yumesuke è stato proprio Gennosuke, che viene poi arrestato in quanto ritenuto (non si sa se a torto o a ragione) uno degli incendiari.

### Il fiore bianco sbocciato in terra
Pubblicato su Shonen Magazine del 16 aprile 1972.
Trama
Nel 1642, un daimyō  costringe i contadini delle sue terre a lavorare per costruire il suo nuovo castello. Tetsuji, il figlio di un capovillaggio, chiede al sovrintendente che i lavoratori possano tornare a casa per occuparsi dei campi e dei loro genitori. Viene preso a male parole, ma il permesso gli viene comunque accordato; scopre così che diversi dei suoi compaesani sono stati uccisi per non essere riusciti a versare i tributi in natura, oppure si sono suicidati per la vergogna. Assieme ad altri giovani tenta la fuga per mare verso un altro feudo, ma essi vengono intercettati. Per punizione, il padre di Tetsuji è incaricato di indicare un abitante del villaggio da seppellire vivo sotto il castello come sacrificio umano. Tetsuji si propone volontariamente allo scopo.

### Le oni di Adachigahara
Pubblicato su Shonen Magazine del 9 aprile 1972.
Trama
Kumakichi, Kaitaro e Heisuke sono tre soldati sbandati che una notte si ritrovano in una landa desolata, nella quale si vedono apparire davanti un castello, abitato da una bellissima giovane con le sue ancelle. Questa annuncia loro che, se i tre uomini si batteranno tra di loro all'ultimo sangue, sposerà quello che resterà in vita. Quando i duelli stanno per iniziare, sopraggiunge un bonzo che rivela che il castello è solo un'illusione, e che la bella castellana è in realtà un'oni. L'illusione svanisce con tutto il castello e rimangono solo il monaco e Kaitaro, poiché Kumakichi e Heisuke si sono uccisi tra loro.

### I piccioni impazziti
Pubblicato su Shonen Magazine dell'11 giugno 1972.
Trama
Ichiro è un bambino che ha l'hobby di allevare piccioni. Un giorno, assieme a due suoi amici, raccoglie e cura un colombo investito da un'auto, al quale dà il nome "Peace". Presto si accorge che Peace ha un comportamento insolito: è infatti ghiotto di carne cruda e conduce alla piccionaia degli altri esemplari. Ichiro e i suoi amici addestrano Peace e gli altri piccioni ad attaccare i bulli che li angariavano, ma i colombi sfuggono poi al loro controllo aggredendo indiscriminatamente le persone, compresi i genitori di Ichiro, che a malincuore decidere di sopprimere Peace. I piccioni impazziti vengono poi eliminati dalle autorità cittadine.

### La farfalla dal volto umano
Pubblicato su Shonen Magazine del 29 agosto 1971.
Trama
Nel parco Daisetsuzan, in Hokkaido, il cercatore di farfalle Fumio Jinba assiste a uno strano fatto: subito dopo che un elicottero ha sparso dell'insetticida, un altro cercatore è morto senz'alcun apparente motivo. Gli accade poi che sul suo braccio compaia una crisalide dall'aspetto di un volto di neonato umano dalla quale, dopo averla tagliuzzata, esce una farfalla del genere Spalgis, che muore poco dopo. L'indomani sente da dire, da un altro ospite del ryokan nel quale alloggia, che la padrona ha dato alla luce un bambino col volto tagliuzzato, morto subito dopo: gli viene quindi da pensare che i due fatti siano collegati, tanto più che trova poi nel bosco 68 farfalle morte, tante quante le vittime di un recentissimo incidente aereo. Si convince perciò che che la vita di ognuna di quelle farfalle sia legata a quella di un essere umano e rimane a vivere nel bosco per proteggerle. 

### Futaro
Pubblicato su Garo di aprile 1968.
Trama
Futaro è un giovane affiliato a un gruppo estremista di sinistra che un giorno costringe un impiegato conosciuto in un izakaya a seguirlo: egli infatti intende impossessarsi di una bomba inesplosa della seconda guerra mondiale e usarla per vendicare un suo compagno ucciso da un poliziotto. Dopo averla caricata su un autocarro refrigerato, obbliga l'impiegato a tenerla ferma col proprio corpo; quest'ultimo prende poi l'iniziativa e disinnesca la bomba mentre il camion è in movimento, poco prima che vada a sbattere contro un palo. Reso euforico per lo scampato pericolo, l'impiegato se ne va allegro, sebbene il giorno stesso sia stato licenziato.

### Il mappamondo
Pubblicato su Garo di settembre 1967.
Trama
Tetusya è un bambino ricoverato in ospedale che tiene un globo terrestre in una gabbietta per uccelli. Quando lo fa girare avvengono dei terremoti; con la lente d'ingrandimento segue il volo degli aerei e, toccandoli con una matita, li fa precipitare. Come ultimo desiderio chiede a sua madre che, quando sarà morto, getti il globo dalla finestra.

### Il liquido bianco
Pubblicato nel volume kashihon omonimo della casa editrice Tokosha.
Trama
Uno studente parte per un viaggio in treno senza meta e scende nel fatiscente villaggio di Hanukebito, i cui abitanti sembrano apatici e in cattiva salute. Si ferma da un'anziana affittacamere e nota che chi vive lì si nutre di uno strano liquido bianco che scende per la grondaia. L'indomani vorrebbe andarsene, ma gli viene detto che il treno ferma solo una volta l'anno. Si rassegna quindi a restare nel villaggio e si accorge che di giorno in giorno finisce coll'assomigliare sempre più ai suoi abitanti.

### Il senso di colpa
Pubblicato su Garo di settembre 1968.
Trama
Una notte, a causa della nebbia, una nave diretta a Osaka ne urta un'altra. Nello sconvolgimento che ne segue, una bambina con un nastro giallo tra i capelli si aggrappa a un passeggero, che se la scuote di dosso perché teme che la rallenti nella ricerca del proprio figlio Hiroshi. Quest'ultimo viene poi trovato sano e salvo, grazie ad un altro uomo che va poi a cercare sua figlia, che ha un nastro giallo tra i capelli. Il padre di Hiroshi viene tormentato dal senso di colpa.

## Edizione italiana
- Oen. Racconti scelti dall'autore Ryoichi Ikegami, collana Umami, n. 21, Perugia, Star Comics, marzo 2023.